# Kadaburu, Nanjangud
Kadaburu là một làng thuộc tehsil Nanjangud, huyện Mysore, bang Karnataka, Ấn Độ.